# Надвірнянський повіт
Надвірнянський повіт — історична адміністративна одиниця на українських землях, що входила до складу Австро-Угорщини, Західно-Української Народної республіки, Польщі, УРСР і Третього Райху. Адміністративним центром повіту було місто Надвірна.

## Австро-Угорщина
Провісник пізнішого повіту Судовий повіт Надвірна (адміністративно-судовий орган влади) був створений наприкінці 1850 р. Повітова судова виконавча влада підпорядковувалась утвореному того ж року апеляційному суду у Львові (за підпорядкованістю до якого повіти вважались належними до Східної Галичини на противагу апеляційному суду у Кракові як критерію належності до Західної Галичини).
Сам Надвірнянський повіт як орган адміністративної влади після проголошення в 1854 р. був створений 29 вересня 1855 р. (паралельно до наявного судового повіту) у складі округу Станиславів.
Після скасування окружних відомств наприкінці жовтня 1865 р. їх компетенція перейшла до повітових управлінь. За розпорядженням міністерства внутрішніх справ Австро-Угорщини 23 січня 1867 року під час адміністративної реформи місцевого самоврядування збільшені повіти, зокрема до попереднього Надвірнянського повіту (з 17 самоврядних громад-гмін) приєднаний повіт Делятин (з 27 гмін). Однак у повіті існували й надалі два окремі судові округи (повіти) — Надвірнянський і Делятинський.
Надвірнянський повіт за переписом 1910 р. налічував 51 гміну (самоврядну громаду) і 17 фільварків та займав площу 1918 км². В 1900 році населення становило 79 116 осіб, в 1910 році — 90 663 особи. Більшість населення були українцями-грекокатоликами (73 %), євреї становили близько 13 % населення.

## Західноукраїнська Народна Республіка
Повіт входив до Станиславівської військової області ЗУНР. Комісаром повіту був адвокат д-р Іван Саноцький (УРП), для судового округу Делятин призначений окремий комісар Михайло Косоріз, адвокатський кандидат (УНДП). Делегатом до УНРади обраний Василь Нагірняк (УРП).

## Польська Республіка
Включений до складу Станиславівського воєводства після утворення воєводства у 1920 році на окупованих землях ЗУНР. До складу повіту входило 61 поселення (з них 2 міста, 33 сільські гміни і 14 фільварків) зі 16 895 житловими будинками. Загальна чисельність населення повіту складала 78 404 осіб (за даними перепису населення 1921 року), з них 60 838 — греко-католики, 10 526 — римо-католики, 6 615 — юдеї, 425 — інших визнань. Площа повіту — 1 918 км².

### Зміни адміністративного поділу

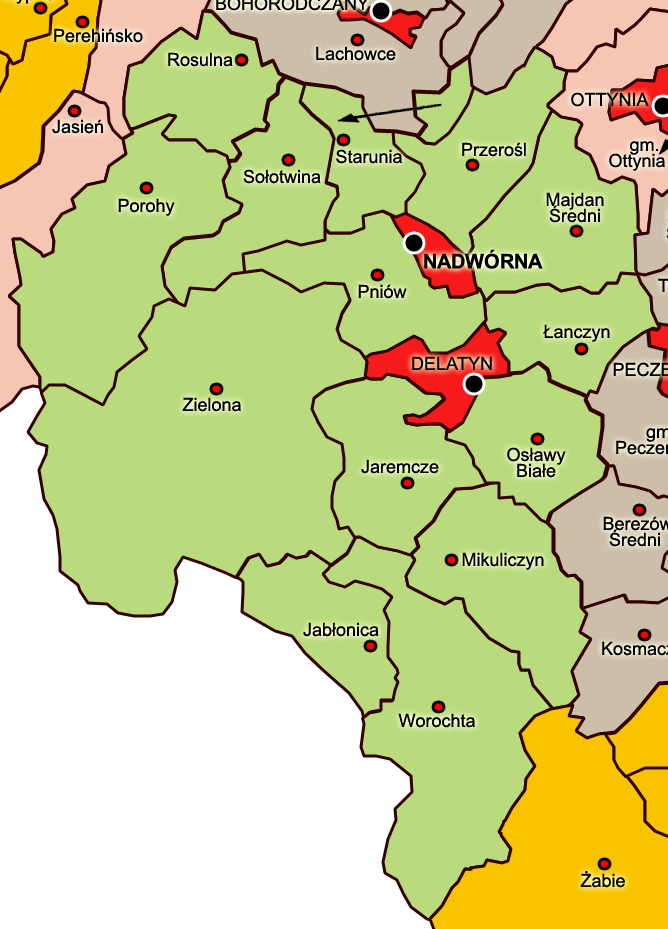
Надвірнянський повіт

1 квітня 1923 р. гміна Битків розпорядженням Ради Міністрів Польщі вилучена з Богородчанського повіту і включена до Надвірнянського.
1 липня 1924 р. розпорядженням Ради Міністрів Польщі з ґміни Майдан Середній Надвірнянського повіту вилучено присілок Сєдліска Бредтгайм і утворено з нього нову ґміну.
1 липня 1925 р. гміна Молодків розпорядженням Ради Міністрів Польщі вилучена з Богородчанського повіту і включена до Надвірнянського.
1 січня 1926 р. гміна Сьвєнти Юзеф розпорядженням Ради Міністрів Польщі вилучена з Надвірнянського повіту і включена до Коломийського.
1 жовтня 1927 р. присілок Ворохта вилучено з сільської гміни Микуличин Надвірнянського повіту і з нього утворено самоврядну сільську гміну (громаду).
1 квітня 1931 р. присілок Татарів вилучено з сільської гміни Микуличин і з нього утворено самоврядну сільську гміну (громаду) Татарів.
Загальна чисельність населення повіту становила 102 300 осіб (за даними перепису населення 1931 року).
1 квітня 1932 року Богородчанський повіт ліквідовано, а ґміни Бабче, Богрівка, Дзвиняч, Ґрабовець, Яблунька, Космач, Кричка, Кривець, Майдан, Манастирчани, Манява, Маркова, Пороги, Прислуп, Раковець, Росільна, Солотвина, Старуня, Заріччя, Жураки приєднані до Надвірнянського повіту.
Розпорядженням Ради міністрів 10 квітня 1934 року село Сєдліска Бредтгайм було передане з Надвірнянського повіту до Коломийського.
Розпорядженням міністра внутрішніх справ 15 травня 1934 р. територія міста Надвірна розширена за рахунок приєднання частини земель і забудови села Пнів.
15 червня 1934 р. присілок Майдан Граничний вилучений із села Майдан Середній Надвірнянського повіту і приєднаний до села Тлумачик Коломийського повіту.
1 серпня 1934 р. було здійснено новий поділ на сільські гміни шляхом об'єднання дотогочасних (збережених від Австро-Угорщини) ґмін, які позначали громаду села. Новоутворені ґміни відповідали волості — об'єднували громади кількох сіл або (в дуже рідкісних випадках) обмежувались єдиним дуже великим селом.

#### Міста (Міські ґміни)
1. містечко Делятин — місто з 1934 р.
2. містечко Надвірна — місто з 1934 р.

#### Сільські ґміни
Кількість:
1920—1923 рр. — 33
1923 р. — 34
1924 р. — 33
1925 р. — 34
1926 р. — 35
1927—1931 рр. — 36
1931—1932 рр. — 37
1932—1934 рр. — 57
1934 р. — 56
1934—1939 рр. — 14
| Об'єднані сільські ґміни 1934 року | Об'єднані сільські ґміни 1934 року | Старі сільські ґміни | Кількість |
| ---------------------------------- | ---------------------------------- | --- | --------- |
| 1                                  | Ґміна Ворохта                      | Ворохта (з 01.10.1927), Татарув (Татарів) (з 01.04.1931) | 2         |
| 2                                  | Ґміна Зєльона                      | Зєльона (Зелена), Пасєчна (Пасічна) | 2         |
| 3                                  | Ґміна Ланчин                       | Добротув (Добротів), Красна, Ланчин, Саджавка | 4         |
| 4                                  | Ґміна Майдан Сьредні               | Велєсніца (Велесниця), Гаврилувка (Гаврилівка), Майдан Ґурни (Верхній Майдан), Майдан Сьредні (Середній Майдан), Парище | 5         |
| 5                                  | Ґміна Мікулічин                    | Микуличин | 1         |
| 6                                  | Ґміна Ослави Бяле                  | Зажече над Прутем (Заріччя) (з 01.04.1932), Ослави Бяле (Білі Ослави), Ослави Чарне (Чорні Ослави), Поток Чарни (Чорний Потік) | 4         |
| 7                                  | Ґміна Пнюв                         | Біткув (Битків) (з 01.04.1923), Лойова (Лоєва), Пнюв (Пнів), Стримба | 4         |
| 8                                  | Ґміна Пороги                       | Богрувка (Богрівка) (з 01.04.1932), Кричка (з 01.04.1932), Пороги (з 01.04.1932), Яблонка (Яблунька) (з 01.04.1932) | 4         |
| 9                                  | Ґміна Пшеросль                     | Волосув (Волосів), Камєнна (Камінне), Назавізув (Назавизів), Пшеросль (Перерісль), Тарновіца Лєсна (Лісна Тарновиця), Цуцилув (Цуцилів), Фіткув (Фітьків)                                                                                          | 7         |
| 10                                 | Ґміна Росульна                     | Космач (з 01.04.1932), Кшивєц (Кривець) (з 01.04.1932), Майдан (з 01.04.1932), Прислуп (Присліп) (з 01.04.1932), Росульна (Росільна) (з 01.04.1932)                                                                                                | 5         |
| 11                                 | Ґміна Солотвіна                    | Бабче (з 01.04.1932), Дзвіняч (з 01.04.1932), Зажече над Бистшицом (Заріччя над Бистрицею), Манастерчани (Монастирчани) (з 01.04.1932), Манява (з 01.04.1932), Маркова (з 01.04.1932), Раковєц (Раковець) (з 01.04.1932), Солотвіна (з 01.04.1932) | 8         |
| 12                                 | Ґміна Старуня                      | Ґрабовєц (Грабовець) (з 01.04.1932), Гвозд (Гвізд), Журакі (з 01.04.1932), Молоткув (Молодків) (з 01.07.1925), Старуня (з 01.04.1932) | 5         |
| 13                                 | Ґміна Яблоніца                     | Яблоніца (Яблуниця) | 1         |
| 14                                 | Ґміна Яремче                       | Дора, Луг, Ямна, Яремче | 4         |
| передано до Коломийского повіту    | передано до Коломийского повіту    | Сєдліска Бредтгайм (з 01.02.1924 — до 10.04.1934) | 1         |
| передано до Коломийского повіту    | передано до Коломийского повіту    | Сьвєнти Юзеф (до 01.01.1926) | 1         |

### Староста
- Стефан Сокул
- Зиґмунд Робакєвіч

### Населення
Українці становили 74 % населення повіту (1907).
У 1939 році в повіті проживало 152 510 мешканців (123 500 українців, які були греко-католиками — 80,98 %, 2 555 українців-латинників — 1,68 %, 13 355 поляків — 8,76 %, 420 польських колоністів міжвоєнного періоду — 0,28 %, 11 835 євреїв — 7,76 % і 845 німців та інших національностей — 0,55 %).

## Радянський період
27 листопада 1939 р. повіт включено до новоутвореної Станіславської області.
17 січня 1940 р. повіт ліквідовано у зв'язку з поділом його території на 4 райони — кожен із кількох колишніх ґмін:
- Делятинський — з містечка Делятин і сільської ґміни Ослави Бяле
- Ланчинський — із ґмін Ланчин, Майдан Сьредні і Пшеросль
- Надвірнянський — з міста Надвірна і сільських ґмін Пнюв і Зєльона.
- Солотвинський — із ґмін Солотвіна, Старуня, Пороги і Росульна
- Яремчанський — із ґмін Ворохта, Мікуличин, Яблоніца і Яремче.

Нині на території Надвірнянського повіту розташовані три адміністративні одиниці Івано-Франківської області — місто Яремче і Надвірнянський район та частково Богородчанський район.

## Третій Райх
Під час німецької окупації у 1941—1944 рр. Надвірнянський повіт був відновлений як адміністративна одиниця крайсгауптманшафту Станіслав дистрикту Галичина. Відновлений також був і поділ на ґміни (волості), наприклад сільська ґміна Заріччя над Прутом тощо.